# Vodafone

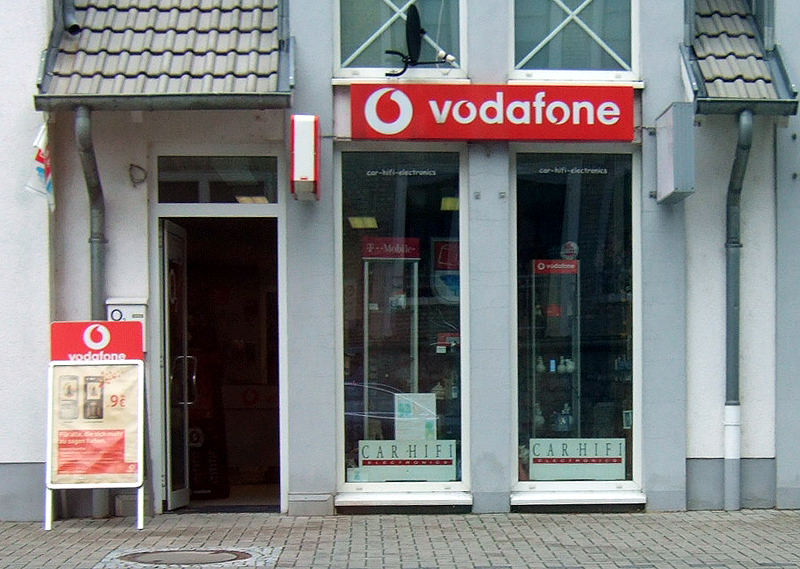
Een Vodafone-filiaal in Duitsland

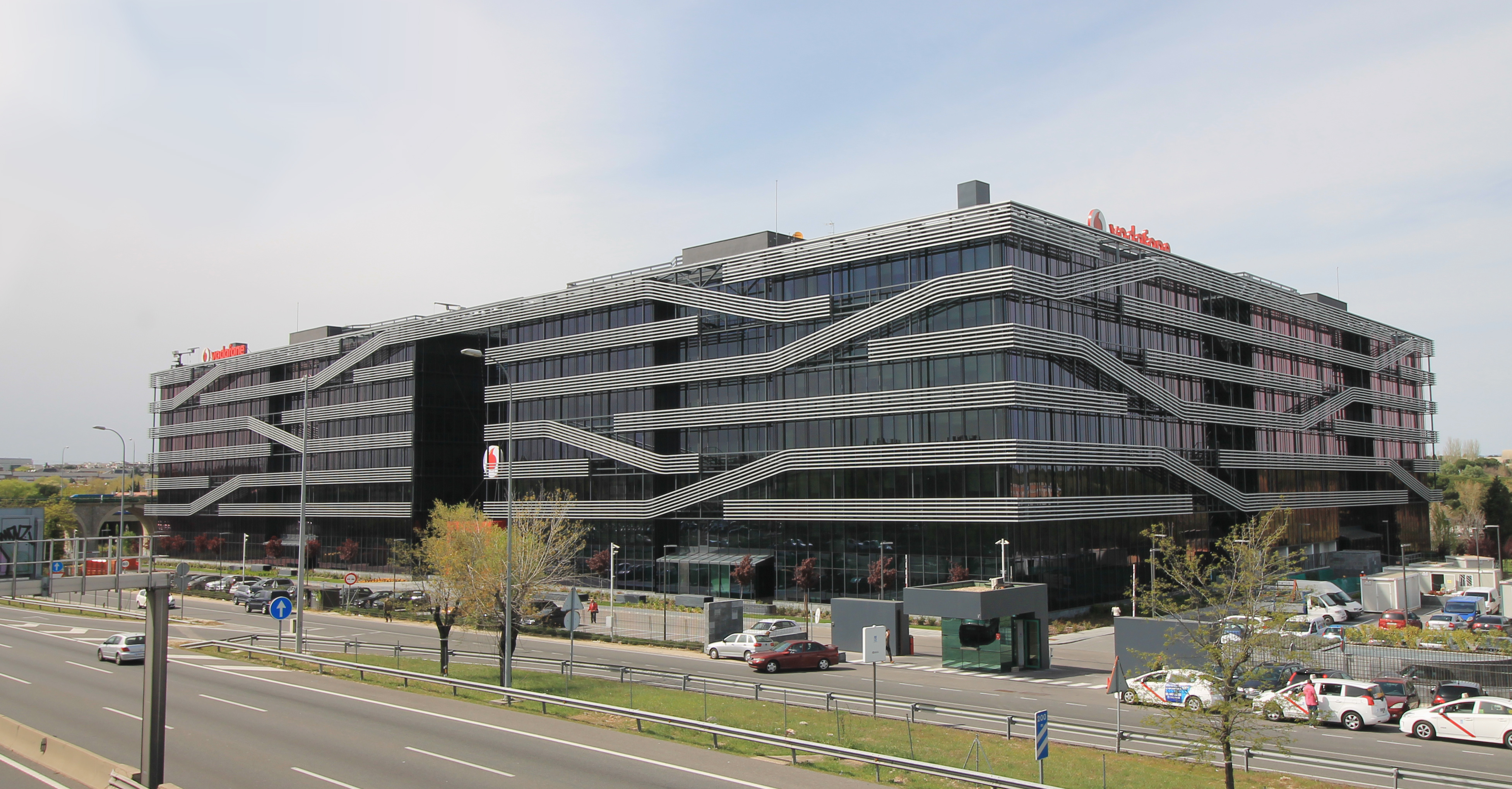
Kantoorgebouw in Madrid (Spanje)

Vodafone Group Plc is wereldwijd een van de grootste aanbieders van mobiele telefonie. Vodafone is een afkorting van Voice data fone.

## Geschiedenis
Vodafone Group is het moederbedrijf van een aantal dochterondernemingen die in verschillende landen actief zijn in mobiele telefonie. Het bedrijf was volgens de eigen website in 2010 qua omzet het grootste mobiele-telecommunicatienetwerkbedrijf ter wereld met actviteiten in 42 landen. Het hoofdkantoor van de groep bevindt zich in de Britse plaats Newbury.
Het bedrijf werd opgericht in 1982 en in 1985 werd er voor het eerst mobiel gebeld in het Verenigd Koninkrijk. In 2006 kondigde het bedrijf een grote reorganisatie aan, waarbij drie speerpunten werden aangegeven: opkomende markten, Europa, en nieuwe technologie. Vodafone genereert tachtig procent van zijn inkomsten in Europa.
In 2000 volgde een vijandelijk bod door Vodafone op Mannesmann. Deze laatste werd voor bijna US$ 203 miljard overgenomen, toen nog het hoogste bedrag ooit betaald voor een overname.
In 2006 werd het Turkse Telsim Mobil Telekomunikasyon Hizmetleri overgenomen voor US$ 4,55 miljard en nam het verder een belang in Hutchison Essar, de op drie na grootste aanbieder van mobiele telefonie in India.
Vodafone werkte 14 jaar samen met Verizon Communications in Verizon Wireless, een aanbieder van mobiele telefonie in de Verenigde Staten, en had daarin een aandelenbelang van 45%. In september 2013 werd bekend dat Verizon dat aandelenpakket wilde overnemen voor US$ 130 miljard (€ 98,5 miljard), in ongeveer gelijke delen te voldoen in contanten en in aandelen Verizon Communications. De transactie werd in februari 2014 afgerond. De aandelen Verizon Communications die Vodafone verkreeg uit deze transactie zijn in februari 2014 doorgegeven aan de aandeelhouders van Vodafone. Vodafone zakte daarmee een aantal plekken op de ranglijst van grootste telecomaanbieders. Bij de transactie ging ook een aandelenbelang van 23,1% in het Italiaanse Vodafone Omnitel van Veritel over naar Vodafone.
In 2019 volgde de overname van Liberty Global in Duitsland, Tsjechië, Hongarije en Roemenië en is daarmee de dominante kabeltelevisie-operator in Duitsland geworden.
Op 31 oktober 2023 bereikte Vodafone overeenstemming om de Spaanse activiteiten te verkopen aan Zegona. Zegona, opgericht in 2015, is bereid € 5 miljard te betalen en Vodafone zal voor maximaal € 900 miljoen aan preferente aandelen Zegona opnemen als onderdeel van de koopsom. Vodafone behaalde in Spanje een jaaromzet van bijna € 4 miljard en is de nummer drie in de markt, na Telefónica en de nieuwe combinatie Orange/MásMóvil. Toezichthouders moeten nog instemmen met deze transactie en de afronding wordt verwacht in het eerste halfjaar van 2024.
In maart 2024 werd bekend dat Swisscom de activiteiten in Italië gaat overnemen. Deze laatst is bereid € 8 miljard te betalen voor Vodafone Italy en Vodafone gaat met de opbrengst eigen aandelen inkopen en schulden aflossen. Swisscom gaat de voormalige Vodafone activiteiten samenvoegen met die van dochter Fastweb. Vodafone zal voor een periode van vijf jaar nog diensten verlenen en ontvangt hiervoor een jaarlijkse vergoeding van € 350 miljoen al zal dit bedrag dalen over de jaren. Er moet nog toestemming worden verkregen en beide partijen verwachten de transactie begin 2025 af te ronden.

## Activiteiten
Vodafone behaalt een omzet van zo'n 45 miljard pond op jaarbasis. Het was in het gebroken boekjaar tot 31 maart 2023 actief  in 19 landen, vooral in Europa en Afrika. Het telde dat jaar 323 miljoen klanten met mobiele telefoons, 28 miljoen breedband klanten en 21 miljoen tv-abonnees. Duitsland levert de hoogste bijdrage aan de omzet van Vodafone, op afstand gevolgd door het Verenigd Koninkrijk, Italië en Spanje. De nettowinst viel dit jaar extreem hoog uit door een boekwinst van 8,6 miljard pond op de verkoop van Vantage Towers A.G..

### Vodafone Nederland

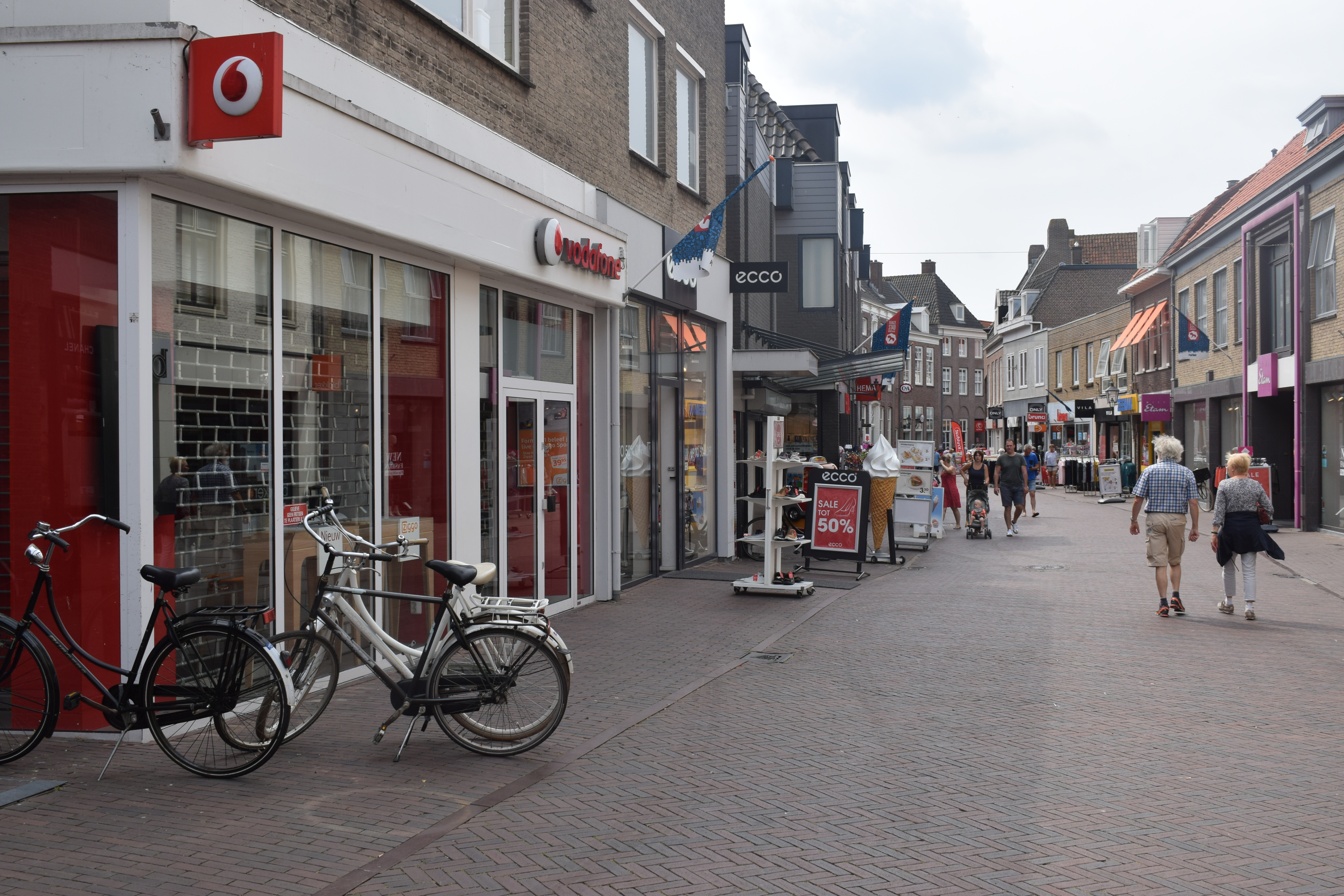
Vodafone-winkel in Harderwijk

Vodafone Libertel B.V. is de officiële handelsnaam in Nederland. Vodafone heeft de Nederlandse markt betreden via een belang, vanaf de oprichting samen met Nationale-Nederlanden, in de Nederlandse mobiele operator Libertel. In september 1995 ging het netwerk van Libertel 'live' in Nederland. Het hoofdkantoor bevindt zich in Maastricht, en is een van de belangrijkere werkgevers in die stad. Sinds 1 september 2008 heeft Vodafone een tweede hoofdkantoor in Amsterdam dat in 2018 naar Utrecht verhuisde.
In 2006 meldde Vodafone Nederland een omzet van € 1840 miljoen en behaalde een EBITDA van € 573 miljoen. In dat jaar kwam 11% van de omzet uit mobiel internet.
Op 4 juni 2007 heeft Vodafone Nederland "Vodafone ADSL" geïntroduceerd, waarmee via een vaste lijn gebeld kan worden en een internetverbinding mogelijk is. Dit onderdeel was voorheen van Quicknet. Vodafone werd daarmee, gemeten naar aantal klanten, de derde vaste provider, na KPN en T-Mobile. Qua omzet was het de tweede provider, na KPN. Sinds 15 augustus 2011 bood Vodafone ook Internet, bellen en televisie aan via het open glasvezelnetwerk van Reggefiber. Beide producten werden in 2017 verkocht aan T-mobile.
In maart 2011 nam Vodafone de 176 winkels van BelCompany over van Macintosh Retail Group voor € 120 miljoen. In 2013 heeft Vodafone alle BelCompany-winkels opgekocht en eind 2016 waren deze omgevormd tot Vodafonewinkels.
Per eind maart 2013 had Vodafone Nederland 5,3 miljoen aansluitingen. Het telde 2800 medewerkers en 259 winkels. De jaaromzet bedroeg € 1873 miljoen.
Op 16 februari 2016 maakte Ziggo en Vodafone bekend samen te gaan in Nederland. Het fusiebedrijf VodafoneZiggo ging op 1 januari 2017 van start. Op hetzelfde moment ging het bedrijf de video on demand dienst Ziggo Movies & Series aanbieden, waarvoor het een samenwerking aanging met Home Box Office (HBO). Hierdoor vervielen de diensten MyPrime en TV Royaal. Vanaf april 2021 is het tv-aanbod van Ziggo volledig digitaal.

#### MVNO's
Vodafone is ook actief met enkele mobile virtual network operators (MVNO's) die zich op verschillende nichemarkten richten:
- hollandsnieuwe is een onderdeel van Vodafone Libertel B.V., dat een onderdeel is van VodafoneZiggo. Het is een virtuele provider die zich sinds januari 2011 richt op de sim-onlymarkt.[17]
- 50+ Mobiel is de nieuwste virtuele provider op het Vodafone netwerk sinds augustus 2021. De provider onderscheidt zich in de Sim Only markt door middel van focus op extra technische support en versimpelde klantenservice voor de 50+ doelgroep.[18] Overigens is de leeftijd van 50+ geen verplichting voor het worden van klant.

Voormalig:
- Blyk was een virtuele provider die zich tussen mei 2010 en december 2014 richtte op bellen en sms'en voor jongeren van 16 tot 29 jaar.[19]
- Sizz werd in februari 2011 opgericht in samenwerking met RTL en richtte zich specifiek op vrouwen.[20] De samenwerking werd in april 2014 beëindigd.[21]

### België
In België is de mobiele operator Proximus een partnernetwerk van Vodafone. Tot 2006 bezat Vodafone 25% van de aandelen in het bedrijf. Dit belang werd in 2006 verkocht aan Belgacom.

### Duitsland
In Düsseldorf-Heerdt heeft Vodafone sinds 2012 de Vodafone-Campus, een complex dat kantoren, het service- en een testcentrum omvat.

### Frankrijk
In Frankrijk is de mobiele operator SFR een partnernetwerk van Vodafone.

## Kritiek
Vodafone stuurt een, voor het abonnement, unieke Anonymous Subscriber Identification-code (ASID) mee naar iedere website die bezocht wordt via het Vodafone-netwerk. In tegenstelling tot andere operatoren voegt Vodafone deze header aan ieder request toe én is het niet mogelijk dit uit te schakelen. Hoewel de ASID 'anoniem' is, is deze wel altijd en voor iedere website gelijk. Hierdoor is het niet mogelijk om een website anoniem te bezoeken en kunnen websiteconglomeraten en/of digitale adverteerders een nauwkeuriger beeld krijgen van het surfgedrag. Volgens Arnoud Engelfriet behoort deze header tot "nummer ter identificatie van personen" en is de techniek daarom onderhevig aan toetsing door het College bescherming persoonsgegevens, dat hier tot dusver geen uitspraak over heeft gedaan.
Vodafone gebruikt in Duitsland deep packet inspection op het UMTS-netwerk.

### Censuur
In 2011 werd beweerd dat Vodafone meewerkte aan de onderdrukking van de vrijheid van meningsuiting en informatie in Egypte door toegang tot mobiele netwerken en internet af te sluiten tijdens protesten tegen het regime van Hosni Moebarak. Vodafone verklaarde dat het gedwongen was het netwerk plat te leggen en dat de Egyptische overheid propaganda verstuurde per sms via het netwerk van Vodafone. Amnesty International dreigde met acties tegen Vodafone. In april 2012 stemde het Europees Parlement in met een resolutie die het mogelijk maakt om Europese bedrijven aan te pakken die meewerken aan het censureren van het internet. Hierbij werd de actie van Vodafone in Egypte specifiek benoemd.

### Storing april 2012
Op 4 april 2012 ontstond brand in een pand aan de Caïrostraat in Rotterdam naast een pand waarvandaan het netwerkverkeer van Vodafone in de Randstad geregeld wordt. Door waterschade en afsluiting van de elektriciteit viel deze netwerkcentrale uit. Door de uitval van ongeveer 700 zendmasten kreeg een kwart van alle Vodafone-klanten te maken met problemen op het gebied van mobiel bellen. Ondanks herhaalde berichten over herstel duurden de gevolgen van de storing bijna twee weken. Het bedrijf noemde het "een van de meest omvangrijke en complexe uit de geschiedenis van Vodafone". Het bedrijf kreeg veel kritiek omdat het niet beschikt over back-upvoorzieningen. Ook bleek dergelijke belangrijke infrastructuur onvoldoende beveiligd te zijn tegen brand. Als gebaar naar de klanten maakte Vodafone bekend dat alle klanten van 2 tot en met 5 mei 2012 gratis mochten bellen en sms'en.